# Bouchalès

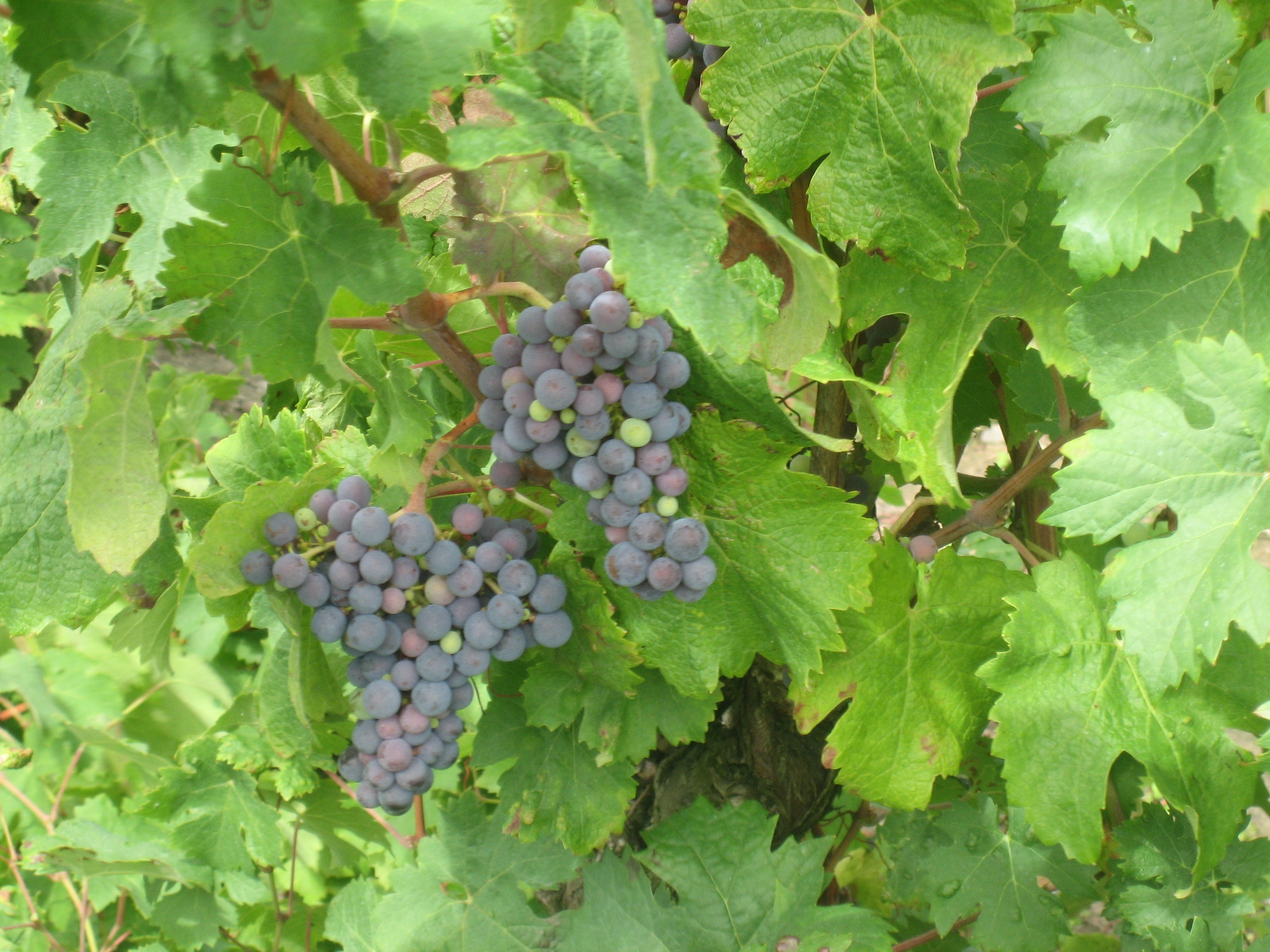
blauw druivenras

De Bouchalès is een Franse blauwe druivensoort, die sterk terugloopt in populariteit.

## Geschiedenis
Aan het einde van de 18e eeuw duikt de naam van deze druif voor het eerst op in een aantal plaatsen in het zuidwesten van Frankrijk, bijvoorbeeld in Estillac in de Lot-et-Garonne: "Bouchales.......... il est extraordinairement noir, et très bon", ofwel Bouchales........... is uitzonderlijk donker van kleur, en is zeer goed". Omdat in ongeveer dezelfde tijd, zo rond 1785, de naam elders in de regio voorkomt, wordt aangenomen dat de oorsprong ook in deze streek ligt, de Vallée de la Garonne. Alhoewel het synoniem Bouissalet (zie hieronder) voorkomt in de Dordogne, is het geen mutatie van de Arrufiac, die voorkomt in de Pacherenc.

## Kenmerken

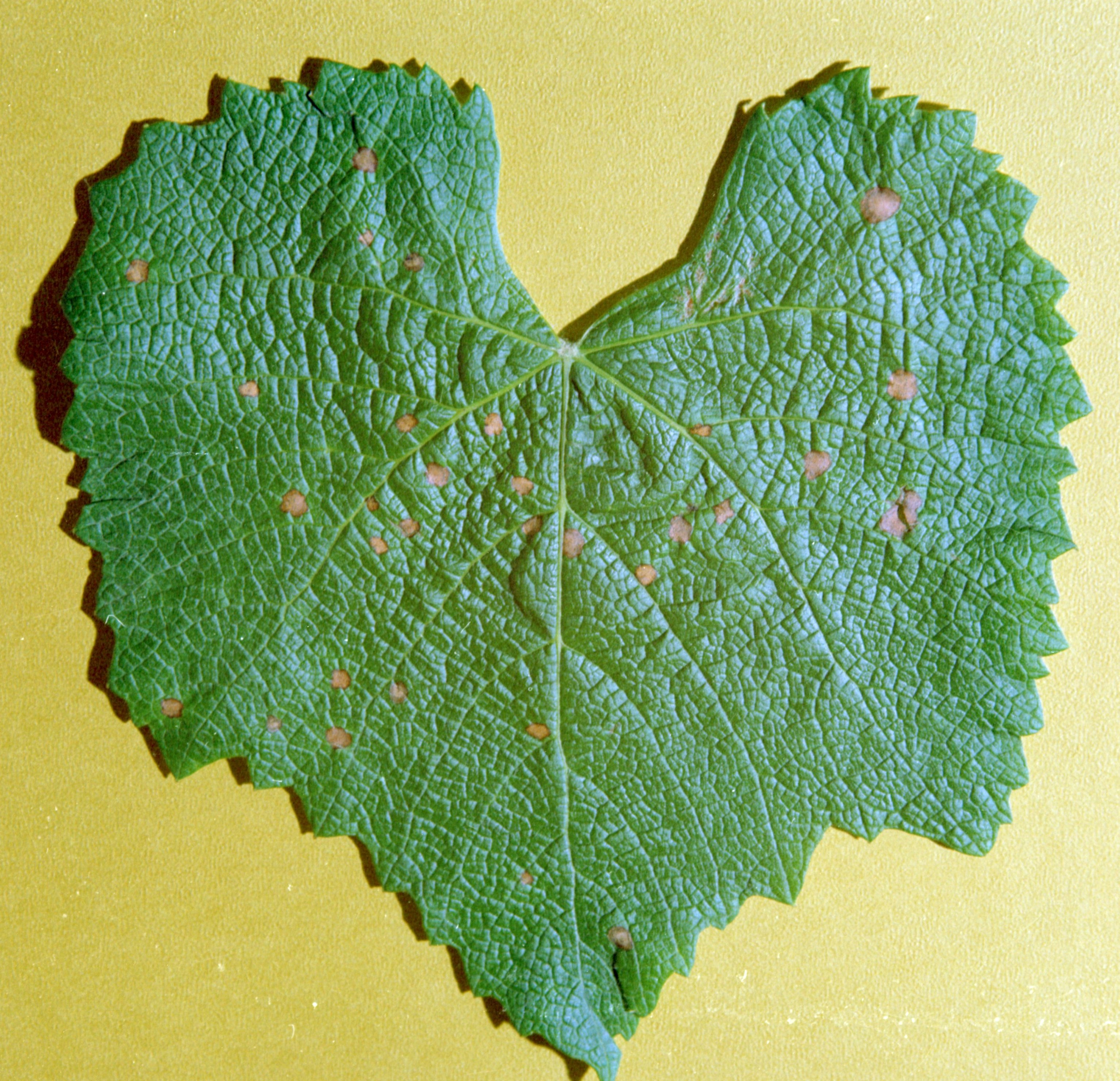
Black rot op een wijnblad

Dit ras bloeit vroeg in het seizoen - half april - en de oogsttijd ligt gemiddeld ergens in september en dat is vroeg noch laat. Black rot is een van de weinige schimmels, die vat kunnen krijgen op dit ras.  

## Gebieden
Op kleine schaal komt deze druif dus nog voor in de Vallée de la Garonne, vlak bij Bordeaux, maar het aantal hectares loopt sterk terug van 5000 in de jaren 60 van de twintigste eeuw naar nog maar 110 hectare in 2010. Het is bepaald moeilijk en arbeidsintensief om van dit ras een goed glas wijn te maken, vandaar dat anno 2012 de achteruitgang nog steeds voortduurt.

## Synoniemen[1]
- Aubet
- Bouchalès à Buzet
- Bouchalès Chedy
- Bouchalets
- Bouchares
- Bouchedey
- Boucheres
- Bouissalet
- Boucales
- Bouscares

- Bouyssalet
- Capbreton Rouge
- Cayla
- Crapput
- Craput
- Cujas
- Esparbasque
- Grappu
- Grappu de la Dordogne
- Grapput

- Gros de Judith
- Gros Grappu
- Gros Marthy
- Gros Marty
- Gros Maure
- Gros Mol
- Jeanjean
- Negrasse
- Picardin

- Picardin Noir
- Piquardan
- Plant Touzau
- Prolongeau
- Prueyras
- Queuefort
- Sensit Rouge
- Toussan
- Touzan